# トッド・エドワーズ
トッド・エドワーズ（Todd Edwards）は、アメリカ合衆国ニュージャージー州ブルームフィールド出身のハウス／ガラージ・ミュージック・プロデューサー、シンガー、グラミー賞受賞者。2021年7月末現在ロサンゼルス在住。
エドワーズの音楽は、1990年代中期のイギリスに発生しようとしていたUKガラージ (UK garage) というジャンルに対する大きな影響力とみなされている。エドワーズは、評論家のサイモン・レイノルズ (Simon Reynolds)  が「ボーカルの断片をクロスハッチングして、メロディックでありながらパーカッシブな至福のしゃっくりのハニカムにする」と述べる徹底的なサンプリング／リミックス・テクニックでその知名度を高めた。ソロ・アルバムと他のアーティストのリミックスのいずれにも用いられているこのテクニックは、時に元のトラックをほとんど判別できないものとする。
エドワーズが手がけた数百に上るリミックスの中には、ワイルドチャイルド (Wildchild)、サン・ジェルマン (St. Germain)、ベンジャミン・ダイアモンド (Benjamin Diamond)、ジャスティス (Justice)、クラクソンズ (Klaxons)、ディミトリ・フロム・パリ (Dimitri From Paris) などのアーティストの作品がある。エドワーズはダフト・パンクのアルバム『ディスカバリー』(Discovery) の収録曲「フェイス・トゥ・フェイス」(Face to Face) に共同プロデュースとボーカルで参加している。ダフト・パンクとは、2013年のアルバム『ランダム・アクセス・メモリーズ』(Random Access Memories) に収録の「フラグメンツ・オブ・タイム」(Fragments of Time) でも共同ライティング／共同プロデュース／ボーカルの提供によりコラボレーションしている。また、この作品でエドワーズはグラミー賞を受賞した。

## 来歴
トッド・エドワーズは、1992年前後に音楽制作を開始した。4つ打ちのビートの上に独特のコラージュを組んでボーカルを再構成するテクニックには、マーク“MK”キンチェン (Marc "MK" Kinchen) の影響がある。
エドワーズは信仰に関する青春時代のネガティブな経験ののち、1990年代に敬けんなクリスチャンとなった。これは繰り返しエドワーズのコラージュに見いだされる隠れたメッセージ、すなわちしばしば含まれる宗教的なフレーズに明らかである。

### 初期
その初期にハウス・ミュージックの影響を受けたエドワーズの作品は、UKガラージ／2ステップ・シーンの形成に大きな役割を果たした。楽器の代わりにボーカルをサンプリングする独自のサウンドは、トッド・テリー (Todd Terry) やMK、また自身の試行錯誤に基づく経験をヒントに開発された。1995年、フランスのアーティストであるサン・ジェルマンからエドワーズに対し、エドワーズのマネージャー経由で自身の楽曲「アラバマ・ブルース」(Alabama Blues) のリミックス制作の打診があった。サン・ジェルマンが影響を受けたプロデューサーに言及しているこの楽曲には、エドワーズの名前が含まれていた。制作され注目を集めた同曲のリミックスなど、この時期のエドワーズには優れたオリジナル／リミックス作品がいくつかあった一方で、DJ活動に着手したのは2000年代前期のことであった。ギグのためイギリスに渡りはじめたアメリカ生まれ・アメリカ育ちのエドワーズは、すぐにヨーロッパでアンダーグラウンドの支持を得た。

### 2001年 - 現在
エドワーズはダフト・パンクのアルバム『ディスカバリー』(Discovery) の収録曲「フェイス・トゥ・フェイス」(Face to Face) の共同プロデュースとボーカルを担当した。この楽曲は2004年、ビルボードクラブチャートで第1位となった。2006年には、LP『オデッセイ』(Odyssey) の各曲でボーカルを披露しているが、ここではさまざまな変名を使用している。2012年には、フランスのプロデューサー、サーキン (Surkin) とEP『アイ・ウォント・ユー・バック』(I Want You Back) をリリースした。2013年4月、ダフト・パンクのアルバム『ランダム・アクセス・メモリーズ』(Random Access Memories) への参加が明らかになった。エドワーズが担ったのは「フラグメンツ・オブ・タイム」(Fragments of Time) のボーカル／共同ライティング／追加制作であった。第56回グラミー賞において、『ランダム・アクセス・メモリーズ』は最優秀ダンス／エレクトロニカアルバム賞、最優秀アルバム賞を受賞した［このほか最優秀アルバム技術賞（クラシック以外）も受賞している］。エドワーズは、これに伴いグラミー賞を初受賞した。
今日もエドワーズはトラック制作・リミックスを継続中であるとともに、今後多くのツアーを計画している。2013年7月にDJ EZと臨んだインタビューでエドワーズは、『ランダム・アクセス・メモリーズ』に参加したエンジニアのピーター・フランコ (Peter Franco) との共同プロデュースで自身が歌唱するボーカル・アルバムを企画しており、これを勧めたダフト・パンクのトーマ・バンガルテル (Thomas Bangalter) がその監督を務める可能性があると述べている。

## ディスコグラフィー

### アルバム
- Prima Edizione（1999年）
- Nervous Innovator Series Vol 4/5（2000年）
- Full On (Volume 1)（2001年）
- Full On (Volume 2)（2003年）
- New Trend Sounds（2004年）
- New Trend Sounds (Classics, Remixes & Beyond)（2004年）
- Odyssey（2006年）
- Full On (Volume 3)（2007年）

### シングル／EP
- "F.O.T."（1994年）
- "Underground People"（DJ Shortyとのコラボレーション）（1995年）
- "Dancing for Heaven"（1995年）
- "Stronger"（1995年）
- "New Trends Sound"（1995年）
- "Saved My Life"（1995年）
- "Saved My Life" (Remixes)（1995年）
- "Fly Away (One)"（1996年）
- "Push the Love"（1997年）
- "Never Far From You"（1998年）
- "41:13"（1998年）
- The Prima EP（1998年）
- "One Day"（Tuff Jamとのコラボレーション）(1999)
- "Look Out"（1999年）
- Incidental EP（2000年）
- "Shut the Door"（2000年）
- "Show Me a Sign"（2000年）
- "Saved My Life"（2000年）
- 2 EP（2001年）
- "Restless Soul"（2001年）
- "Full On (Volume 1)" (Unmixed)（2001年）
- "Shut The Door" (Remixes)（2002年）
- "New Trends 2002"（2002年）
- "New Trends 1995"（2002年）
- "You Came To Me"（2002年）
- "You're the One"（2003年）
- "Beckon Call"（2003年）
- "Face to Face"［ダフト・パンク (Daft Punk) とのコラボレーション］（2003年）
- "Full On (Volume 2)" (Unmixed)（2003年）
- "Full On (Volume 2)" (Remixes)（2003年）
- "Stop the Fighting"（2003年）
- "Can't Live Without You"（リイシュー）（2003年）
- "Are You There"（2003年）
- "Stormy Day"（Filthy Richとのコラボレーション）（2004年）
- "Stormy Day"（Filthy Richとのコラボレーション）(Remixes)（2004年）
- "Hold On To Me"（2004年）
- "Winter Behaviour"（2004年）
- "Who You Are"（2004年）
- "When Your Alone"（2004年）
- "New Trends Sounds 2004 (Part 1)"（2004年）
- "New Trends Sounds 2004 (Part 2)"（2004年）
- "New Trends Sounds 2004 (Part 3)"（2004年）
- "Mystery"（2005年）
- "Like a Fire"（2005年）
- "Heaven"（2005年）
- "No Scrubs"（2005年）
- "The Journey"（2006年）
- "Far Away"（2006年）
- "Next to You"（2007年）
- "I Might Be"（2010年）
- "I Doubted You"（2010年）
- "Stand Right Now"（2010年）
- "Head Held High"（2011年）
- Shall Go EP（2012年）
- "Love Inside"（2012年）
- Searching EP（2012年）
- No Place Like London EP（2012年）
- "You're Sorry"（2019年）[18]

### リミックス

#### 洋楽
- Four of Diamonds – "Blind" (Todd Edwards Remix)（2019年）
- ディスクロージャー (Disclosure) – "White Noise" (Todd Edwards Edit)（2015年）
- LION BABE featuring Childish Gambino – "Jump Hi (Todd Edwards Remix)"（2014年）
- Netsky featuring Beth Ditto – "Running Low (Todd Edwards Remix)"（2014年）
- サム・スミス (Sam Smith) – "Lay Me Down (Todd Edwards Remix)"（2014年）
- Chase & Status featuring Jacob Banks – "Alive (Todd Edwards Remix)"（2014年）
- Rudimental – "Waiting All Night (Todd Edwards Vocal Mix)"（2013年）
- フェニックス (Phoenix) – "Entertainment (Todd Edwards Remix)"（2013年）
- Bo Saris – "The Addict (Todd Edwards Remix)"（2013年）
- ジェシー・ウェア (Jessie Ware) – "No To Love (Todd Edwards Remix)"（2012年）
- Toxic Avenger – "Toxic Is Dead (Todd Edwards Remix)"（2012年）
- One Dark Martian – "Falling (Todd Edwards Remix)"（2012年）
- Infinity Ink – "Infinity (Todd Edwards Remix)"（2012年）
- LOL Boys – "Changes (Todd Edwards Remix)"（2012年）
- Modestep – "Show Me A Sign (Todd Edwards Remix)"（2012年）
- Kastle – "Time Traveler (Todd Edwards Remix)"（2011年）
- Matthew Dear – "Slowdance (Todd Edwards Remix)"（2011年）
- Wretch 32 – "Forgiveness (Todd Edwards Take Me To Church Dub)"（2011年）
- ホット・チップ (Hot Chip) – "Hand Me Down Your Love (Todd Edward Micro Chip Remix)"（2010年）
- Kingdom featuring Shyvonne – "Mind Reader (Todd Edwards Remix)"（2010年）
- スパンク・ロック (Spank Rock) – "What It Look Like (Todd Edwards Remix)"（2010年）
- Appaloosa – "The Day (We Feel In Love) [Todd Edwards Liturgical Mix]"（2009年）
- Surkin – "Next Of Kin (Todd Edwards Re-Kindled Mix)"（2008年）
- ジャスティス (Justice) – "DVNO (Todd Edwards' Sunshine Brothers Remix)"（2008年）
- クラクソンズ (Klaxons) – "Gravity's Rainbow (Todd Edwards Remix)"（2007年）
- TLC – "No Scrubs (Todd Edwards Remix)"（2006年）
- ビヨンセ (Beyoncé) – "Crazy In Love (Todd Edwards Remix)"（2005年）
- Paul Johnson – "She Got Me On (Todd Edwards Remix)"（2005年）
- Zoot Woman – "Taken It All (Todd Edwards 'Soul Line' Remix)"（2004年）
- Space Cowboy – "Crazy Talk (Todd Edwards Remix)"（2003年）
- Nio – "Do You Think You're Special? (Todd Edwards So Special UK Remix)"（2003年）
- Boniface – "Cheeky (Todd Edwards 'Time Like No Other' Remix)"（2002年）
- クレイグ・デイヴィッド (Craig David) – "What's Your Flava? (Todd Edwards Underground Flava Mix)"（2002年）
- Daniel Bedingfield – "James Dean (I Wanna Know) [Todd Edwards Life Line Vocal Remix)"（2002年）
- St. Germain – "Sure Thing (Todd Edwards Remix)"（2001年）
- フェニックス (Phoenix) – "If I Ever Feel Better (Todd Edwards Remix)"（2000年）
- Moloko – "Pure Pleasure Seeker (Todd Edwards Mix)"（2000年）
- MJコール (MJ Cole) – "Crazy Love (Todd Edwards Save Your Crys Dub)"（2000年）
- Benjamin Diamond – "Little Scare (Todd Edwards Remix)"（2000年）
- Kevin Yost – "If She Only Knew (Todd Edward's She Only Knew Disco Remix)"（1999年）
- Ultymate featuring Jacquee Bennett – Vybe (Todd Edwards Remix)"（1998年）
- Kristine Blond – "Love Shy (Todd Edwards Remix)"（1997年）
- Robin S. – "Show Me Love (Todd Edwards Remix)"（1997年）
- Da Mob featuring Jocelyn Brown – "Fun (Todd Edwards Remix)"（1997年）
- Indo – "R U Sleeping (Todd Edwards Remix)"（1996年）
- The Ride Committee featuring Roxy – Accident (Todd Edwards Dub)（1995年）
- Veda Simpson – "Oohhh Baby (Todd Edwards Remix)"（1994年）

#### 邦楽
- m-flo「How You Like Me Now?［Edwards Radio Flo Remix (FULL RAP)、ほか］」
- BONNIE PINK「SWEET（Edwards Extended Vocal Mix、ほか）」

### コラボレーション
- "I Want You Back" (with Surkin)（2012年）
- "I've Still Got Sunshine" (with Robert Lux)（2014年）
- "Jaco" (with Nick Hook & Kilo Kish)（2014年）
- "Go Crazy" (Pete Tong and Her-o featuring Todd Edwards)（2019年）[19]

### プロダクション・クレジット
- ダフト・パンク (Daft Punk) – "Face to Face"（2001年）
- ダフト・パンク (Daft Punk) – "Fragments of Time"（2013年）

### 各種公式アカウント
- トッド・エドワーズ (@toddedwards3000) - X（旧Twitter）
- トッド・エドワーズ (toddedwards3000) - Facebook
- トッド・エドワーズ - SoundCloud
- トッド・エドワーズ (@toddedwards3000) - Instagram

### インタビュー

#### 英語
- ニューヨーク・タイムズ・スタイル・マガジン – Q&A | ダフト・パンクの秘密兵器：プロデューサー トッド・エドワーズ
- リトル・ホワイト・イヤバッズ
- サイオンA/V
- スタイラス・マガジン
- XLR8R
- ピッチフォーク

#### 日本語
- block.fm - Todd Edwardsにクリエイターたちが質問してみた pt.1
- block.fm - Todd Edwardsにクリエイターたちが質問してみた pt.2